# Lorena Castell i Barragán
Lorena Castell i Barragán (Barcelona, 4 de febrer de 1981) és una presentadora de ràdio i televisió, cantant i actriu catalana.

## Trajectòria
És filla de discjòqueis dels anys 1980, per la qual cosa va créixer influenciada per la música. El març de 2006 va formar el grup Lorena C, amb Carlos García Bayona i Toni Buenadicha.
Va començar a treballar a 8tv al costat de Jordi González com a col·laboradora diària i coordinadora musical. També ha treballat a Antena 3, Cuatro, a Telecinco al programa Gran Hermano i a TVE a Vivan los bares.
El 2013 va ser una de les concursants de Splash! Famosos al agua. El 2015 es va incorporar a Espejo público d'Antena 3. També ha estat col·laboradora i presentadora de Zapeando a La Sexta. Des del 2011 és locutora de Los 40 Principales al costat de Dani Mateo i Jorge Ponce.
Paral·lelament ha desenvolupat una carrera com a actriu participant en 2 curtmetratges i realitzant un paper secundari a la pel·lícula Spanish Movie.